# Philipp Preusser
Johann Philipp Preusser (* 6. Februar 1792 in Friedberg; † 28. Juli 1864 ebenda) war Buchhändler, Bürgermeister und Landtagsabgeordneter.
Philipp Preusser war der Sohn des Buchbinders Johann Heinrich Preusser (1747–1828) und dessen Frau Johanette Maria geborene Diehl (1756–1828). Er heiratete am 1. Juli 1821 in Friedberg in erster Ehe Antonette Elisabetha geborene Graf (1792–1827). Nach dem Tod seiner ersten Frau heiratete er am 2. Januar 1829 Eleonore Mathilde Johanna geborene Lyn(c)ker (1810–1874).
Philipp Preusser arbeitete als Buchhändler und Buchbinder in Friedberg. Er wurde Stadtrechner und Beigeordneter. 1854 bis 1864 war er Bürgermeister von Friedberg.
Er vertrat in den Jahren 1845 bis 1849 den Wahlbezirk der Stadt Friedberg in der Zweiten Kammer der Landstände des Großherzogtums Hessen. In die Kammer war er 1845 in einer Nachwahl für den verstorbenen Daniel Fritz gewählt worden. 1848 war er Mitglied des Vorparlaments.